# خسوس اوچوآ (بازیگر)
خسوس اوچوآ (به انگلیسی: Jesús Ochoa) (زاده ۲۴ دسامبر ۱۹۵۹) بازیگر مکزیکی است.
از فیلم‌های معروف او می‌توان به بازی در بیگانه را بگیر، گوشه‌ای از بهشت و در دریا اشاره کرد.